# 科克雷爾半島
63°24′S 58°8′W / 63.400°S 58.133°W
科克雷爾半島是南極洲的半島，位於葛拉漢地的特里尼蒂半島北岸，處於拉豐德灣和休昂灣之間，該半島由法國的探險隊發現。